# Дворяни
Дворя́ни (пол. dworzanie) — дворові слуги (назва походить від старомосковського слова «дворнь»), що перебували на службі при магнатських дворах, виконуючи найрізноманітніші обов'язки слуг при дворах з князівського, або боярського двору в Московії.
Слово «дворянин», «дворянство» зустрічається з 2-ї половини XVII ст. в значенні «челядин князя», «людина із князівського двору» або «придворний».
Дворя́ни (рос. Дворяне) — одна з категорій служилих людей у Великому князівстві Московському, Московському царстві та Російській імперії,  яка поділялося на кілька категорій: бояри, окольничі дворяни, думні дворяни, дворяни московські, городові дворяни. У 1711 — 1712 роках термін «діти дворянські» та «служиві люди» виходять з ужитку та заміняються терміном «шляхетство».